# Synodontis dekimpei
Synodontis dekimpei és una espècie de peix de la família dels mochòkids i de l'ordre dels siluriformes.

## Morfologia
Els mascles poden assolir els 17,6 cm de llargària total.

## Distribució geogràfica
Es troba a Àfrica: Guinea.

## Estat de conservació
La mineria i la desforestació estan causant la degradació del seu hàbitat.